# Michi/michimemoir
Michi/michimemoir（ミチ・ミチメモア、別名：michimemoir（ミチメモア）、本名：Michi（ミチ）は、日本の歌手、ミュージシャン、ファッションモデル。

## 概要
音楽家として多岐にわたって活動するアーティストである。イギリス・ハマースミス出身。高校卒業後、イギリスへ音楽留学。18歳からイギリス・ロンドンで音楽活動を本格的に開始。
主なジャンルは、ニューエイジ、エレクトロニカ、エレクトロニック、チル。
所属事務所、所属レーベルの経緯は、ヤマハミュージックパブリッシング（2012年 - 2017年）、ソニー・ミュージックエンタテインメント（2015年 - 2020年）、バーニングパブリッシャーズ（2020年 - 2022年）などに所属し、現在はエイベックス・エンタテインメントに所属している。(2024年から)音楽マネジメントもエイベックス・エンタテインメントが行っている。
また、2024年からはエイベックス・ミュージック・クリエイティヴのサポートのもと、作品のリリースを行っている。
2015年からオスカープロモーションに所属しており、現在もモデル等のマネジメントを行なっている。

## 経歴
高校時代より3年間、ボン・イマージュに所属し、ファッションモデルとして活動を開始。
音楽活動においては、高校卒業後、イギリスへ留学し、英国王立音楽大学（Royal College of Music）パフォーマンス・サイエンス課程入学。音楽や心理学、モデル業を勉強する一方で、卒業後、London School of Musicにてサウンドエンジニアリングを学び、ロンドンのエージェントと契約。
日本へ帰国後メジャーデビューを果たし、CM音楽、ドラマや映画音楽、ライブ活動など幅広い分野で活躍。
現在、音楽マネジメントはエイベックス・エンタテインメントが担当し、モデルやタレント活動はオスカープロモーションがマネジメントを行なっている。
海外での所属エージェントは、ロンドンではIndependent Talent Group、Base Models UKと現在も契約している。

## 特徴

### 音楽の特徴
エレクトロニカ、ニューエイジとオーガニックな要素を融合させた、宇宙空間を彷彿とさせるような独特な世界観が特徴的である。また、ウィスパーボイスと浮遊感のあるサウンドが、夢の世界へ誘うようなスタイルである。
影響を受けたアーティストは、Beth Orton (ベス・オートン) , Lucy Rose (ルーシー・ローズ) 。
楽曲制作のテーマとして、宇宙、自然、人間の内面などが挙げられている。
また、
- 神田沙也加 「Is this love」
- 内田有紀「幸せになりたい」

は、それぞれ最新リマスタリングを施し、浮遊感とクリアな楽曲が展開されている。

### パッケージの特徴
2020年にリリースされたアルバム「Hearts in Ice (Sparkling Pure Heart Mix)」では、セーラームーンの変身コンパクト、コズミックハートコンパクトからタリスマンが浮かび上がるという、幻想的なアルバムパッケージとなっている。

## 活動
音楽制作のほか、アーティストのプロデュースやCM音楽の制作も行っており、ドラマ、「ドクターX 〜 外科医・大門未知子」や、「劇場版 Doctor-X FINAL」、「ファーストクラス2」の音楽制作チームに参加している。2025年4月からフジテレビ系で放送のドラマ、「続・続・最後から二番目の恋」の音楽制作チームにも参加し、リマスタリングやリアレンジ、一部サウンドデザインを担当。
2025年2月にはチェコ・スロバキア版VOGUEのミラ・ジョヴォヴィッチの特集のイメージ映像音楽も担当した。
2021年から現在にかけて、中条あやみ出演のカネボウ化粧品・KATEのCM音楽を継続的に担当。2025年7月15日には、KATEのグローバルプロモーション「LIGHTS ON SHADOW.」においてバーチャルヒューマン「STARE（ステア）」のイメージ音楽を担当。同日、KATE初の直営店「KATE SHIBUYA」（渋谷サクラステージ3F）のイメージ音楽も手がけ、従来のCM音楽制作からブランド全体の音楽戦略へと活動領域を拡張した。
EDMシーンでも活動しており、日本では初のPick Up Producerとしても知られている。

### モデルとして
179cmという身長とオリエンタルなルックスを生かした活動を行い、ファッションショーなどに出演している。
Christian Dior、John Galliano、Vivienne Westwood、Alexander McQueen、Paul Smith等のコレクションに出演。

## 人物

### 資格
- 学校心理士の資格を取得しており、教育現場にてスクールソーシャルワーカーの経歴も持つ。

### エピソード
- 全日本国民的美少女コンテストをきっかけにオスカープロモーションからスカウトを受け、オスカープロモーションに所属した。その後音楽キャリアを築くことになる。
- ヤマハミュージックパブリッシング主催のオーディション「ミュージックレボリューション」へ参加した経歴も持ち、オーディションとは関係なく、デモテープを聴いたディレクターからスカウトされ、その後、ヤマハミュージックパブリッシングへ所属し音楽面でのサポートを受ける。
- MichiのX（旧ツイッター）では、初めてのフォロワーが俳優の美保純、作家の中村うさぎである。

### アーティスト名の由来
- 元々は「魅知（ミチ）」という名で活動していたが、ソニー・ミュージックエンタテインメントに所属した際に改名を提案され「Michi」となったが、当時同じソニー・ミュージックエンタテインメントに所属していた、「MiChi」と名前が似てしまうため、「Michi」という自身の名前と、自身の人生や経験を記録するという意味を込めて「memoir」という言葉を合わせて「Michi/michimemoir」（ミチ・ミチメモア ）というアーティスト名になった。

### 交友関係
- 音楽活動が中々上手くいかないと悩んでいた際、東京MX「5時に夢中！」の影響を受け、「自分はタレントに向いているのでは？」と思い、5時に夢中！の当時のキャスティングディレクター・山本氏へ営業した過去がある。
- それらを機に、当時、火曜日レギュラーとして番組に出演していたタレント・岡本夏生、水曜日レギュラーとして出演していた作家・中村うさぎ、俳優の美保純、木曜日レギュラーの作家・岩井志麻子、新潮社役員の中瀬ゆかりと出会うきっかけになった。特に岡本夏生、中村うさぎ、中瀬ゆかりとは交流が深い。
- 過去に三軒茶屋で行われた岡本夏生のイベントに招待されたことがあった。
- 音楽関連の交友関係では、海外アーティストやプロデューサーが多く、特に海外アーティストとのコラボレーションが多い。
- スウェーデン人アーティスト Rasmus Faberは、Michiの音楽的才能を見出した人物でもある。
- カネボウ ケイトのイメージ音楽の制作をきっかけに、女優の中条あやみとの交流を持つ。
- 女優 内田有紀、歌手として活動していた神田沙也加とは深い親交があり、Michiは、内田有紀出演のドラマ・映画共にドクターX 〜 外科医・大門未知子、続・続・最後から二番目の恋にてドラマ音楽制作チームに参加している。
- 基本的にライブではMichiによる演奏と、4Dの幻想的な宇宙空間の映像をシンクロさせての構成であったが、歌手のCHARAに、「せっかく綺麗なウィスパーボイスなんだから歌った方がいいよ。」と言われ、以降ライブでは数曲歌唱もするようになった。
- 日本人の音楽家では細海魚、井内啓司、CHARA、保刈久明らと交流があり、 保刈久明に関しては、Michiがスランプになり楽曲制作が出来なくなった際、アドバイスをした人物でもある。
- 海外女優・俳優ではNatalie Martins、Brandon Spink、Wendy Shepherd、Carolyn Bridget Kennedy、Massimo Dobrovic、Katreese Barnes、April Bowlbyらと交流がある。
- 海外のエージェントではIndependent Talent Group、Base Models UK、OnlyFilmMedia、Panache Management等と関係がある。

## ディスコグラフィー（代表曲）

### アルバム
- neon strings （2014年）
- Polar Night （2019年）
- Hearts in Ice - (Sparkling Pure Heart Mix) （2020年）
- Snowball Earth on the Joy （2024年）

### シングル
- in stardust daydream - single cut（2015年）
- Hearts in Ice （2016年）
- Neon to Crystallize （2016年）

### コンセプトアルバム（エイベックスとのコラボレーションアルバム）
- Michi Playlist with Avex - Late Night Feelings - All remastered, remixed by Michi/michimemoir（2025年5月9日）

　制作協力∶バーニングパブリッシャーズ

## 収録曲
| #  | タイトル                                                                             | 作詞 | 作曲・編曲 |
| -- | ------------------------------------------------------------------------------------ | ---- | ---------- |
| 1. | 「hitomi : PRETTY EYES - remastered 2025 by Michi/michimemoir」                      |      |            |
| 2. | 「tohko : BAD LUCK ON LOVE 〜 BLUES ON LIFE - remastered 2025 by Michi/michimemoir」 |      |            |
| 3. | 「Do As Infinity : Week! - remastered 2025 by Michi/michimemoir」                    |      |            |
| 4. | 「Tomomi Kahala : here we are - remastered 2025 by Michi/michimemoir」               |      |            |
| 5. | 「tohko : LOOPな気持ち - remastered 2025 by Michi/michimemoir」                      |      |            |
| 6. | 「hitomi : 体温 - remastered 2025 by Michi/michimemoir」                             |      |            |

## 出演歴

### テレビ番組
- テレビ朝日「ワイドスクランブル」
- TBS「サンデージャポン」など。

### ラジオ番組
- STAND FM「恋を何年休んでますか」 - 現在は番組終了となっており、当時はエイベックス・マネジメントが運営管理を行なっていた。
- 2025年2月から公式ファンクラブサイト「*MICHIMEMOIR PLUS+α」にて、自身がパーソナリティを務めるラジオ番組、「MEMOIR PLUS+ Radio」がスタートしている。番組内容は、「日常にある様々な恋にフォーカスする」というコンセプトである。運営管理はエイベックス・エンタテインメントが行なっている。[6]

### その他
音楽イベントやファッションショーにも出演している。

## 参加作品
- 神田沙也加「Is this love」（2022年）
- 内田有紀「幸せになりたい」（2023年）

上記の楽曲は、最新リマスタリング盤として発表されている。

### コラボレーション作品
- Hearts in Ice (Sparkling Pure Heart Mix)

上記の作品は美少女戦士セーラームーンとのコラボレーション作品。(及び作者である武内直子とのコラボレーションでもある。)

### CM音楽

#### カネボウ ケイト（KATE）
- 2021年「パーツリサイズシャドウ」
- 2021年「3Dプロデュースシャドウ」
- 2022年「エレクトリックショックアイズ」
- 2023年「バーチャルアイズメイカー」
- 2023年「デザイニングアイブロウ3D」
- 2024年「リップモンスター 〜 MEMORIES OF RED 〜」
- 2024年「リップモンスター 〜 神秘のローズ園 〜」
- 2024年「スーパーシャープライナー EX4.0」
- 2024年「トーキョー未来散歩」
- 2024年「ポッピングシルエットシャドウ」
- 2024年「リップモンスター ツヤバース 〜 未知なるモンスター襲来 〜」
- 2025年「メロウブラウンアイズ 」
- 2025年「リップモンスターツヤバース 渋谷街頭ビジョン13面ジャック 2025」
- 2025年「LIGHTS ON SHADOW. 〜 ステア誕生 〜」
- 2025年「KATE SHIBUYA」

#### 資生堂
- 2021年「アクアレーベル」
- 2022年「アクアウエルネス」

#### ロクシタン
- 2022年「Always with L'OCCITANE」ロクシタンブランドムービー・イメージ音楽

#### NY・INSIDER
- 2021年「Aurora Borealis Observatory」NY・INSIDER ノルウェーツアー・イメージ音楽

#### Apex Legends Mobile
- 2022年「The LOBA Magic 〜 The Loba Using Jump Drive」（Apex Legends Mobile レジェンドの一人であるLOBA（ローバ）のイメージ音楽）を担当。 （後に2022年11月11日、バーニングパブリッシャーズ、Electronic Arts UKサポートのもと、イギリス国内で限定発売された。）

## 受賞歴
- イギリス・アメリカのEDM Magazine及びEDM Ranksにて、日本で初のPick Up Producerとして登場し、高い評価を得ている。(後にソニー・ミュージックエンタテインメントへ所属となる。)
- アルバム「neon strings」NY iTunes Chart TOP100 エレクトロニック部門にランクイン。
- アルバム「Heats in Ice (Sparkling Pure Heart Mix)」UK Ambient Chart TOP1000 初登場2位を記録。